# San Diego, Kalifornija
San Diego je grad u južnoj Kaliforniji (SAD), neposredno uz meksičku granicu. Prema procjeni iz 2009. ima 1.353.993 stanovnika, a šire gradsko područje (zajedno s Tijuanom u Meksiku) i do 5 milijuna.
San Diego je najjužnije položena luka SAD-a na obali Tihog oceana. Leži u dobro zaštićenom lagunskom zaljevu (57 km2). Osnovan je 1867. nedaleko od misije koju su utemeljili Španjolci 1769. S unutrašnjošću SAD-a povezan je tek 1864.
Grad je jaka mornarička baza te važna ribarska luka dok je trgovačko značenje luke relativno ograničeno. U privredi se ističe industrija zrakoplova, brodogradnja (osobito ribarskih brodova) i elektronička industrija. Kulturno je središte s nizom visokoškolskih ustanova, kao što je Scrippsov oceanografski institut (osnovan 1903.). Unutar čuvenog parka Balboe nalazi se zoološki vrt, koji je 4. po veličini u svijetu. Razvijen je i turizam.
Grad ima vrlo blagu klimu, standardnu za Kaliforniju. Prosječna zimska temperatura je 15°C a ljetna 24°C.

## Vanjske poveznice
- Službena stranica (engl.)

### Ostali projekti
|  | Zajednički poslužitelj ima još gradiva o temi San Diego, Kalifornija |